# Жаныспайский сельский округ
Жаныспа́йский се́льский окру́г (каз. Жаныспай ауылдық округі) — административная единица в составе Есильского района Акмолинской области Республики Казахстан. Административный центр — село Жаныспай.

## География
Сельский округ расположен в западной части района, граничит:
- на севере, северо-востоке, востоке с Знаменским сельским округом,
- на юго-востоке, юге со селом Московское,
- на западе со селом Октябрьское Карасуского района Костанайской области.

По территории округа проходят: автодорога Р-36 (с запада на восток) с протяженностью около 30 км и Южно-Сибирская железнодорожная магистраль, имеется станция Ковыльная возле села Ковыльное. Протекает река Жаныспай.

## История
По состоянию 1989 года на территории нынешнего округа существовал Жаныспайский сельсовет (посёлок Жаныспай) и Ковыльный сельсовет (станций Ковыльное-1 и Ковыльное-2). 
Постановлением акимата Акмолинской области и решением Акмолинского областного маслихата от 10 декабря 2009 года, Жаныспайский сельский округ был преобразован путём вхождения в его состав Ковыльненского сельского округа.

## Население
| Динамика численности населения | Динамика численности населения | Динамика численности населения |
| 1989                           | 1999                           | 2009                           |
| ------------------------------ | ------------------------------ | ------------------------------ |
| 1 058                          | 819                            | ↘465                           |

## Состав
В нынешний момент в состав сельского округа входят 2 населённых пункта:
| № | Населённый пункт | Тип населённого пункта       | Население, 1989 | Население, 1999 | Население, 2009 |
| - | ---------------- | ---------------------------- | --------------- | --------------- | --------------- |
| 1 | Жаныспай         | село, административный центр | 1 058           | 819             | 465             |
| 2 | Ковыльное        | село                         | 323             | 614             | 523             |
| 3 | Ковыльное-1      | село                         | 314             | -               | -               |

## Экономика
На территории сельского округа зарегистрировано 5 ТОО, 3 крестьянских хозяйств. Общая численность работающих 352 человек. Малый бизнес в округе представлен 9-ю индивидуальными предпринимателями.
Имеется 5  магазинов продовольственных товаров с достаточным ассортиментом. Обеспечение хлебом населения округа осуществляется за счет подвоза в магазины.

## Объекты округа

### Объекты образования
На территории округа функционирует 2 школы (средняя школа в с. Ковыльное и основная школа в с. Жаныспай) - в которых обучаются 116 учеников. Предшкольную подготовку проходит 9 детей. В настоящее время работает 34 преподавателя.

### Объекты здравоохранения
Из медицинских учреждений на территории округа работают 1 ВА, 1 МП. В штате 1 врач общей практики, 2 фельдшера, 1  медсестра,  1 социальный работник, 2 санитарки. 

#### Covid-19
На начало февраля вакцинировано более 85 % жителей округа. 

## Коммунальные услуги
Подача воды в село Ковыльное производится с реки Жаныспай, согласно утвержденного графика. В селе Жаныспай водоснабжение осуществляется из двух скважин и подается по центральному водопроводу, вода соответствует санитарным нормам. 

## Управление

### Аким
С 29 июня 2020 года акимом сельского округа является Байгалым Аймерей (1973 года рождения).

### Местное самоуправление[6]
Контрольный счет наличности в 2021 году:
неналоговых поступлений 28,462 тыс. тенге, 
налоговых – 3142,555 тыс. тенге. 
- налог на имущество физических лиц - 35,323 тыс. тенге,
- земельный налог - 827,542 тыс. тенге,
- налог на транспортные средства с юридических лиц - 455,975 тыс. тенге,
- налог на транспортные средства с физических лиц - 1650,144 тыс. тенге,
- плата за рекламу - 173,600 тыс.тенге.